# Federata Shqiptare e Futbollit
Federata Shqiptare e Futbollit – ogólnokrajowy związek sportowy działający na terenie Albanii, posiadający osobowość prawną, będący jedynym prawnym reprezentantem albańskiej piłki nożnej, zarówno mężczyzn, jak i kobiet, we wszystkich kategoriach wiekowych w kraju i za granicą. Siedziba związku mieści się w stolicy kraju Tiranie. Związek powstał w 1930 roku, a od roku 1932 jest członkiem FIFA. Członkiem UEFA stał się w 1954 roku. Prezesem jest Armand Duka.